# Reeker - Tra la vita e la morte
(Jack)
Reeker - Tra la vita e la morte (Reeker) è un film del 2005 diretto dal regista Dave Payne.
È uscito negli Stati Uniti il 13 marzo 2005 ed in Italia il 5 settembre 2008. Il film possiede caratteristiche peculiari dello slasher con numerose scene di violenza e sangue.
Il titolo italiano del film si riferisce alla condizione in cui si trovano alcuni personaggi che, dopo aver inalato un imprecisato odore, raggiungono uno stato che è appunto "tra la vita e la morte".

## Trama
Una donna, insieme a suo figlio e suo marito, viaggiando in auto investe un daino. Quando i tre scendono per verificare i danni subiti dalla macchina notano che il loro cane è completamente ricoperto di sangue. Dopodiché il marito appare alla moglie improvvisamente mutilato e la donna incomincia ad urlare.
Trip compra un pacchetto di ecstasy da Radford, ma appena quest'ultimo va in un'altra stanza, il ragazzo ne approfitta per rubare l'intera busta di droga senza farsi scoprire dal fornitore, su cui gravano tantissime dicerie. Subito dopo si reca da quattro suoi amici per un viaggio nell'Area 51.
I cinque giovani si recano in automobile ad un rave party, Durante il viaggio Trip ammette di avere tantissima ecstasy. Gretchen, sapendo che potrebbero incappare in guai seri, decide di tornare indietro e lasciare il ragazzo, ma a causa di un guasto del mezzo tutti sono costretti a fermarsi ad una stazione di servizio con un hotel in mezzo al deserto. Lì scoprono che l'intera stazione appare vuota e tutte le comunicazioni radio e telefoniche sono impossibili. Comprendono così di dover passare lì la notte, aiutando il loro compagno cieco Jack. Intanto Radford grazie alla webcam installata sul PC capisce che è stato Trip a rubare la droga e lo chiama dicendogli di vedersi tra due ore all'area 51. Non presentatosi all'appuntamento Radford arriva alla tavola calda dove cerca di raggiungere Trip in fuga per oltre un miglio, non riuscendoci. Trip verrà poi riportato alla tavola calda da Henry, un uomo anziano con vuoti di memoria in cerca della moglie scomparsa.
Jake senza accorgersene trova il corpo della donna dell'inizio del film, intenta a scrivere su un mobile "dite a mio figlio che gli voglio bene". Nelson e Cookie (dopo aver rubato un po' di ecstasy da Trip) hanno un rapporto sessuale, ma inconsapevolmente vengono osservati da Radford. Trip trova un uomo nel secchio dell'immondizia, lo stesso presente all'inizio della storia. L'uomo è pesantemente mutilato, ma nonostante ciò ancora vivo.
Molto presto con l'arrivo della notte iniziano ad avvenire strani eventi, come la comparsa occasionale di ombre, la percezione di rumori e odori di carne decomposta. Uno dei ragazzi (Trip), allontanatosi un po', si accorge della presenza di altri corpi mutilati ancora vivi e di altre persone che presentano comportamenti assurdi. Le successive vicissitudini degli studenti evolvono in una spirale sempre più violenta di avvenimenti macabri e inspiegabili. Dopo le morti violente di tre dei ragazzi, Jack e Gretchen, gli ultimi due superstiti, si ritrovano ad avere a che fare con un essere incappucciato e apparentemente immortale, la cui presenza è sempre anticipata da un odore acre, che tenta di ucciderli. Tentano di fuggire con un'auto, ma l'essere li insegue aggrappandosi al tettuccio del veicolo.
Dopo una lotta senza tregua i due riescono a scappare rubando la benzina dall'auto di Henry e facendo partire la propria automobile. Jack per un secondo riesce anche a vedere Gretchen, grazie a un colpo ricevuto alla nuca, ma per i due ragazzi la lotta non è ancora finita. La presenza oscura, che sembra essere la morte in persona, li attacca facendo sbandare l'auto. La presenza scompare e al suo posto compare Radford. Gretchen gli domanda perché non ha prestato aiuto durante la lotta contro la presenza misteriosa. Il ragazzo le risponde che si sbaglia e che non ha fatto altro che aiutarli. Qui viene svelata la verità su tutto quello che è successo finora: quando i ragazzi stavano portando Trip indietro hanno avuto un incidente con l'auto di Henry, che aveva avuto un attacco cardiaco. Tutto quello che i ragazzi hanno vissuto era dovuto a un odore che appunto viene definito "tra la vita e la morte" perché condiziona la percezione della realtà di chi l'annusa. Lo stesso vale per la famiglia che è comparsa all'inizio.
Il film si conclude con Gretchen e Jack che si tengono per mano e non ricordano più niente dell'incidente, se non l'impatto. Il ragazzo dice di ricordarsi dei suoi occhi castani.

## Produzione
Il film è stato girato a Los Angeles, in California.

### Data di uscita
- USA (Reeker): 13 marzo 2005 (cinema)
- USA (Reeker): 25 settembre 2007 (DVD)
- Italia (Reeker - Tra la vita e la morte): 5 settembre 2008 (cinema)
- Italia (Reeker - Tra la vita e la morte): 28 gennaio 2009 (DVD)

### Divieti
- Argentina: vm 13
- Finlandia: vm 18
- Francia: vm 12
- Germania: vm 16
- Inghilterra: vm 15
- Irlanda: vm 16
- Islanda: vm 16
- Italia: vm 14
- Paesi Bassi: vm 16

## Sequel
Il film ha avuto un sequel, diretto sempre dallo stesso regista Dave Payne uscito nel 2008: No Man's Land: The Rise of Reeker